# Тохоку
То́хоку или Оу (яп. 東北地方 То:хоку тихо:, «северо-восточный регион») — регион восточной Японии на острове Хонсю. Центр региона — префектура Мияги. В регион входят 6 префектур: Акита, Аомори, Ивате, Мияги, Фукусима и Ямагата.

## География
Регион расположен на северо-востоке острова Хонсю. На севере отделён от острова Хоккайдо проливом Цугару. С запада омывается Японским морем, а с востока — Тихим океаном. На юге граничит с регионом Канто, а на юго-западе — с регионом Тюбу. Местность холмистая или гористая, покрытая лесами. Климат влажный, континентальный.

## Краткие сведения

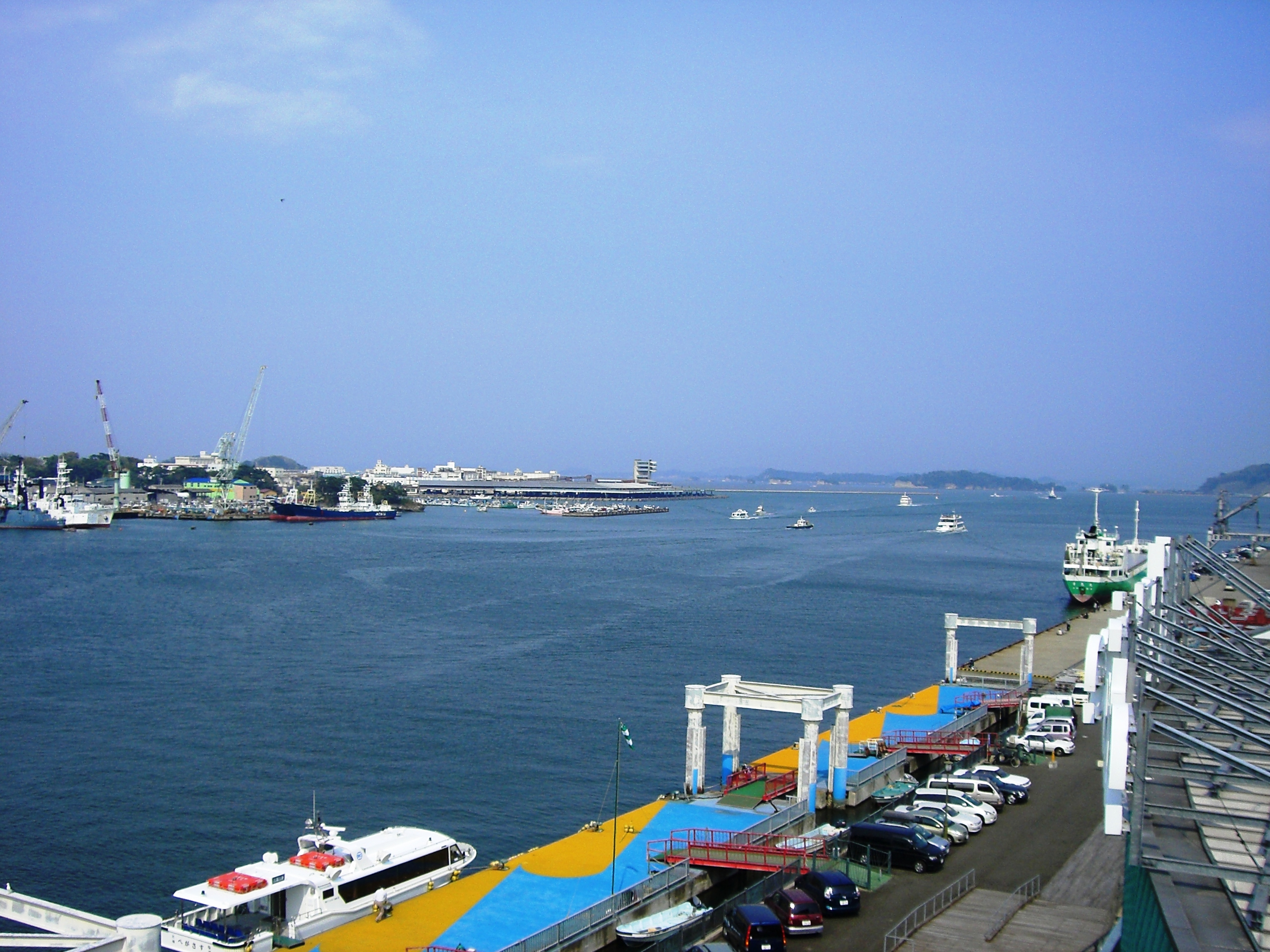
Порт Сиогамы.

В целом Тохоку занимает около 18 % площади Японии.
B древности земли региона заселяли автохтонные потомки культуры Дзёмон племена эмиси. Они были покорены  в течение VII—X веков японскими завоевателями из государственного образования Ямато. В VII веке японцы называли регион Тохоку провинцией Митиноку (яп. 道奥国, みちのくくに [mʲit͡ɕinokukuɲi], Дальний край). Спустя сто лет её разделили на восточную провинцию Муцу и юго-западную провинцию Дэва. С тех пор и до XIX века сам регион называли Оу (яп. 奥羽地方, おううちほう [oːu t͡ɕi̥hoː]) (Муцу-Дэвский регион),  Осю (яп. 奥州, おうしゅう [oːɕuː]) или Муцу (陸奥) по имени крупнейшей провинции региона. Название «Тохоку», что дословно означает «Северо-восточный», стали использовать после реставрации Мэйдзи 1868 года.
Темпы хозяйственного развития региона Тохоку уступают темпам развития других регионов страны. В XI—XII веках наблюдался кратковременный взлёт при правлении самурайского рода Фудзивара. Однако в течение последующих веков усилилось экономическое отставание региона. К XX веку население Тохоку неоднократно страдало от голода, крупнейшим из которых был голод Тэмпо 1833—1837 гг. Общенациональная индустриализация Японии конца XIX века практически обошла регион. В первой половине XX века большинство предприятий Тохоку принадлежало к первичному сектору экономики. Промышленность была преимущественно добывающей. Регион поставлял в урбанистические районы Центральной Японии продовольствие, уголь, железную руду и рабочую силу. После Второй мировой войны японское правительство провело реструктуризацию хозяйства Тохоку, однако доля первичного сектора в экономике региона остается одной из крупнейших в Японии.
Плотность населения ниже, чем в среднем по Японии. Крупнейшим городом региона Тохоку является Сендай. Другими крупными урбанистическими центрами являются префектурные центры Аомори, Мориока, Акита, Фукусима и Ямагата, а также промышленно-торговые центры Хатинохе, Корияма и Иваки.
В марте 2011 года регион Тохоку пострадал от сильного землетрясения силой в 9 баллов по шкале Рихтера.

## Экономика
Тохоку — преимущественно аграрный регион. В нём преобладают сельское и лесное хозяйства, а также рыболовство. На полях выращивают рис, ячмень, пшеницу, просо и картофель. На огородах выращивают огурцы и бобы, а в садах — главным образом яблоки. Кроме того занимаются табаководством, шелководством (в префектурах Мияги и Иватэ) и мясомолочным животноводством.
В регионе добывают уголь, газ и нефть, железную руду и марганец, серу и пириты. Промышленность в основном ориентирована на снабжение региона Канто. В Тохоку развиты добывающая, электроэнергетическая и электротехническая отрасли промышленности. Другие отрасли включают в себя пищевую и фарфоро-фаянсовую промышленность, электромашиностроение, судостроение и судоремонт, целлюлозно-бумажное производство, нефтепереработку и металлургию.
Важное значение имеет туризм. Достопримечательности включают в себя озеро Товада, залив Мацусимы и национальный парк Бандай-Асахи.